# WORK×WORK
『WORK×WORK』（ワークワーク）は、熱中日和が開発しフリューより発売されたRPG。

## 概要
勇者と魔王の戦記をモチーフにした孤島のテーマパーク「勇者さまーランド」を舞台とした作品。ランドのアルバイト従業員となった主人公が、使命を帯びて島にやってきた王子など個性的な来場者たちを引率してアトラクションを進み、その中でランドに秘められた謎が明らかになっていく様がコミカルに描かれる。タイトルの『WORK×WORK』は、主人公の「労働」と王子の「使命」の2つの側面が合わさった物語であることを表現している。
本作の基本システムである「ツアー」は、ダンジョンを摸したアトラクションでツアー客（作中では「勇者さまー」と表記）が戦士や魔道師などに扮して敵役の従業員たちと戦闘を行いつつゴール地点を目指すという流れで行われ、次々に追加されるツアーをクリアしていくことで物語が展開する。戦闘は基本的に自動で進行していくが、主人公が適宜介入してツアー客たちを補助することができる。こうしたシステムを「インストラクターバトル」と称している。
作品内に登場するキャラクター達はドット絵で描かれているが、そのドット絵が厚みを持ったラバーストラップのように表現され、くるくると回ったり体をくねらせたりする動きを見せる。
本作のテーマ曲として、打首獄門同好会が本作用に書き下ろした楽曲『はたらきたくない』が起用された。MVでは、本作のグラフィックや世界観を基にしたアニメ映像が用いられている。

## システム

### ツアー
ツアー開始前に、ツアー客の中から4人を選択し、各人に武器を1つ装備させる。客たちには、それぞれが演じるロール（キャラクタークラス）が決まっている。ロールは「タンク」「せんし」「まどうし」「ヒーラー」「バランス」の5種類があり、レベルアップ時のステータス値の上昇傾向がそれぞれ異なる。
アトラクションでは、すごろくのように連なった複数のマスを1マスずつ進みゴール地点を目指す。マスの種類は、会話イベントが発生する「イベントパネル」、敵との戦闘を行う「モンスターパネル」、アイテムを入手できる「おたからパネル」、ゴール地点の「ゴールパネル」の4種類がある。
戦闘は基本的に自動で行われる。戦闘開始時から敵とツアー客のそれぞれの下部にあるゲージが上昇していき、ゲージが満タンになったキャラクターから順に行動する。行動終了後はゲージが初期化され再び上昇を始める。
ツアー客の行動は主に、所持武器による通常攻撃、所持武器固有の技「武器スキル」、各キャラクター固有の技「キャラスキル」の3種類がある。通常攻撃は1ツアー中に何度でも使用できるが、武器スキルとキャラスキルは使用回数を表すSP（スキルポイント）の値が決まっており、使用ごとに1ずつ減少する。また、各ツアー客は戦闘中に雑談を行っているが、特定の雑談が連鎖した際には特別な技「チャットスキル」が発動する。一方で、主人公用のゲージが満タンになった時に任意のタイミングで介入できる。介入内容は、ツアー客の行動を個別に指定する「個別指導」、各種アイテムを使用する「アイテム使用」、ツアー客全体の行動傾向を6種類の中から選ぶ「作戦変更」、敵の情報を確認できる「モンスター情報」の4種類がある。
ゴール地点に到達するとツアー終了となる。終了時には、敵を倒した際に入手したコイン「モンコイン」（経験値）が各ツアー客に分配され、ツアー客ごとの「なかよし度」が上昇する。この「なかよし度」が一定のレベルに達するとより強力なスキルが使用可能となり、物語の本筋とは異なる特別なツアーが追加されることもある。また、ツアーで用いた武器の多くはツアー終了後に一定確率で壊れるが、この確率は、武器の耐久値とツアー終了時に残っているSP値によって決まる。一方、主人公はランド内で使用できる給金が手に入るほか、各ツアー客の「ツアー満足度」に応じて主人公用のゲージの値が増加し、一定値に達して「インストラクターレベル」が上がると、戦闘中の主人公の能力が強化される。

### ランドマップ
島の全景が表示された「ランドマップ」には以下の施設が表示されており、選択すると中へ入れる。また、これら以外の選択地点では会話イベントが発生する。
出発ロビー
ツアーを選択する。
事務所
ダンジョンに登場する敵の種類や入手可能なアイテムなどの情報、攻略する上での注意点を知ることができる。
どうぐや
ダンジョンでポチ夫が用いるアイテムを購入できる。物語の進行状況に応じて商品が追加される。
かじや
ツアー客が装備する武器を購入できる。物語の進行状況に応じて商品が追加されるほか、ダンジョンで武器のレプリカを入手すると、その武器の本物が販売されるようになる。
はくせいや
ダンジョンでの戦闘中にモンスターを召喚するカプセルを購入できる。特定の敵を倒した際に落とす「レアはくせい」を入手することで、対応する敵のカプセルが店頭に並ぶ。
ポチ夫の部屋
ダンジョンで入手した様々なアイテムを飾ることができる。

## 主な登場人物
ポチ夫
本作の主人公。物語の冒頭で名前を任意で設定できるが、後述する王子「18」から、自らの忠実な犬（しもべ）として「ポチ夫」と勝手に命名され、以降、他の登場人物からもこの名前で呼ばれるようになる。作中では言葉を一切発さず、時折表示される三択（または二択）で意思表示をする。
田舎町でさえない人生を送ってきたが、そうした人生を変えるため、そして借金を抱えた家族を養うため勇者さまーランドでインストラクターのアルバイトを始める。
18
ユイショアル王国の第18王子。「18」は周囲から呼ばれる通称で、本名は、エルリック・ファン・デル・ワールス・バル・ビル・ブル・ベル・ボース第18王子。「エルリック王子」とも表記される。
かつては第1王子だったが、国の仕組みの変質で正妻の子以外も王位継承権の対象となり、候補者を年齢順に並べた結果18位に転落した。その後、魔王を討てば第1王子への復帰を考えると父王のラッシュから約束され、「キミも魔王を倒して、勇者になろう!」との触れ込みで営業する勇者さまーランドを訪れる。
高慢な態度や王族特有の価値観で周囲と接し反発を招くことが多い。一方で、父親や友人に対する素直な思いを口にすることもある。
ルア
妖精界からやってきた妖精。ポチ夫の仕事に同行しダンジョンの最奥を目指す。ポチ夫がツアー客などとやり取りする際には無口なポチ夫に代わり応対する。
オウク
ユイショアル王国に仕える老人。18の言葉に常に同意し肯定する。名門大学出身ながら物事の認識力に問題があり、自分の意見を挟まず事実をそのまま報告するようラッシュ王から釘を刺されている。存在感が非常に薄く、密談の場にいても気付かれない能力を持つ。
エイダ
勇者さまーランドの社長秘書。ツアー終了後の給金の支払いやキャリアアップの査定を行う。
ラッコ先輩
勇者さまーランドの従業員。明らかにラッコの姿をしているが本人は人間だと主張している。ツアーの冒頭でダンジョンにまつわる歴史を語る役を担っているほか、ツアー内でアイテムを販売する「闇商人」としても登場する。
ざむる先輩
勇者さまーランドの従業員。クマの姿をしている。事務所内において、全身タイツ姿の従業員・スカラやウミウシ型の従業員・ウミウシちゃんとともにツアーに関するミーティングを行う。ツアーの敵役としても登場する。
メル
ユイショアル王国の第16王子。18とは幼馴染。元々は一般人だったが、ラッシュ王と関係をもった女性の下に生まれた落胤ではないかとの噂を受けて急遽王族入りした。
18の後を追うように勇者さまーランドを訪れ、格下になった18に対し事あるごとに嫌味を言う。後にランドの従業員となり、頭部がフジツボ状の怪人「フジツボ仮面」として登場する。
ぷっぷ
ユイショアル王国の王位継承権17位を持つ犬。
コトリ
ボーイフレンドのジェイソンとともに勇者さまーランドにやってきた女性。客としてツアーに参加する一方で、クシュネル盗賊団に属する義賊「怪盗ビスケット」として暗躍し、施設内にあるとされる宝珠「魔王の珠」を求め、仮面をつけた姿でポチ夫たちの前にたびたび現れる。
ジェイソン
コトリのボーイフレンド。
フォトラン
ユイショアル王国の子爵。怪盗ビスケットを捕らえるべく、犯行予告に基づいて勇者さまーランドを訪れる。その一方で、妻に先立たれて一人身であることから、新たな出会いを求めてツアーに参加する。
パイソン
傭兵集団「ゴッターニ傭兵団」のメンバー。コトリの兄で、金銭で雇われたという体裁で怪盗ビスケットの犯行を手助けするものの、危険を伴う今の仕事から手を引いてほしいとも考えている。
シープラ
ラッシュ王の親衛隊「コーキナー騎士団」の団長。魔王の珠が持つ強大な力に危機感を覚え、珠が王族の手に渡ることを阻止すべく勇者さまーランドに足を踏み入れる。目的完遂のためならば王族の18にすら刃を向ける冷酷さを持つ。
リスプ
ジュモンズ魔導団の総帥。かつて勇者ラッシュと共に魔王を討伐したメンバーの一人。当時は持前の色香で男性メンバーを惑わせた。現在は五十路を迎える年齢だが、とある魔物との契約により22歳の頃の容姿を保っている。
ロゴ
セーナル教団の大司教。かつて勇者ラッシュと共に魔王を討伐したメンバーの一人。当初は一介の僧侶だったが、勇者の一行に加わったことで祭り上げられ現在の地位についた。
スモルト
勇者さまーランドが立地する島で暮らす老人。かつて勇者ラッシュと共に魔王を討伐したメンバーの一人。当時は聖騎士として従軍した。魔王から奪った魔王の珠が再び悪用されぬよう、ダンジョンの最奥に封印する。
ボスデス
勇者さまーランドを経営する社長。低賃金・長時間労働の劣悪な環境を従業員に強いている。
かつては魔王として君臨したが、勇者ラッシュ一行に敗れ魔王の珠を奪われてからは力を失っている。珠を再び手に入れ魔王となるため、インストラクターを雇ってダンジョンの最奥に客を到達させ、その客から珠を奪い取ろうと画策する。
ラッシュ・ボース
ユイショアル王国の国王。かつて勇者として仲間を率い魔王ボスデスを撃破した。一方で、自身で把握できないほど多くの女遊びを繰り返し、後に真偽不明の落胤が大勢現れる事態に繋がった。
自らの願望を叶えるために魔王の珠を欲し、息子の18を勇者さまーランドに向かわせる。

## 追加コンテンツ
新たなキャラクターが登場するようになる有料追加コンテンツとして、以下の3種類が配信された。PlayStation 4版では予約特典として同追加コンテンツを無償利用可能なダウンロードコードが付属する（パッケージ版のみ）。
ウミウシパック
配信日：2018年10月11日
ウミウシちゃん（アニー）の妹・サクラの追加。2018年12月31日まで無料配信。
アップルパック
配信日：2018年11月15日
修道院育ちの姫・アップルの追加。
デルフィーパック
配信日：2018年12月6日
次期国王を目指す少女・デルフィーの追加。

## 開発
本作はシナリオ担当の井上信行らによって企画され、2016年には、井上が以前に開発に携わった任天堂発売のソフト『MOTHER3』で共に仕事をしたデザイナーの今川伸浩にグラフィックの制作を依頼した。
当初の企画内容はスマートフォン向けの小規模なステージクリア型RPGで、ポチ夫や18はおらずプレイヤーがインストラクターとなって仲間を引き連れ冒険する形式だった。また、割り箸状の棒の先にイラスト入りの紙を貼ったうちわ型人形を操作する人形劇、ペープサートのような可愛らしい動きを用いて話を作りたいという案も考えられていた。
その後、同企画に参加していた作曲家の増子津可燦がフリュー発売のソフト『Caligula Overdose -カリギュラ オーバードーズ-』の音楽を手掛けることになった際、同作でプロデューサーを務めるフリューの山中拓也に企画への参加を持ちかけ、山中は本作においてもプロデューサーを務めることになった。山中は、名のある製作者たちが揃っていることを考慮し、スマートフォン向けではなく家庭用ゲーム機向けとして本作を作り直すことを提案する。これにより、それまでのステージクリア型の形式から大きな柱となるテーマの中で物語が展開する形式にシステムが変更された。